# Аустрија на Светском првенству у атлетици у дворани 2022.
Аустрија је учествовала на 18. Светском првенству у атлетици у дворани 2022. одржаном у Београду од 18. до 20. марта осамнаести пут, односно учествовала је на свим првенствима до данас. Репрезентацију Аустрије представљала су 2 такмичара (1 мушкарац и 1 жене) који су се такмичили у 2 дисциплине (1 мушка и 1 женска).,
У табели успешности према броју и пласману такмичара који су учествовали у финалним такмичењима (првих 8 такмичара) Аустрија је са 1 учесником у финалу делила 49. место са 1 бодом.
| Пл.  | Земља    | 1. место | 2. место | 3. место | 4. место | 5. место | 6. место | 7. место | 8. место | Бр. фин. | Бод. |
| ---- | -------- | -------- | -------- | -------- | -------- | -------- | -------- | -------- | -------- | -------- | ---- |
| =49. | Аустрија | 0        | 0        | 0        | 0        | 0        | 0        | 0        | 0        | 1        | 1    |

## Учесници
| Мушкарци: - Маркус Фукс — 60 м | Жене: - Сара Лагер — Петобој |  |

## Резултати

### Мушкарци
| Атлетичар   | Дисциплина | Лични рекорд | Квалификације | Квалификације | Полуфинале           | Полуфинале           | Финале               | Финале       | Детаљи |
| Атлетичар   | Дисциплина | Лични рекорд | Резултат      | Место         | Резултат             | Место                | Резултат             | Место        | Детаљи |
| ----------- | ---------- | ------------ | ------------- | ------------- | -------------------- | -------------------- | -------------------- | ------------ | ------ |
| Маркус Фукс | 60 м       | 6,62         | 6,68          | 4. у гр. 5    | Није се квалификовао | Није се квалификовао | Није се квалификовао | 28 / 43 (50) |        |

### Жене

#### Петобој
| Дисциплина   | Сара Лагер | Сара Лагер | Сара Лагер | Сара Лагер | Сара Лагер | Сара Лагер  |
| Дисциплина   | Лич. рек.  | Резултат   | Бод.       | Плас.      | Укупно     | Плас.       |
| ------------ | ---------- | ---------- | ---------- | ---------- | ---------- | ----------- |
| 60 м препоне | 8,50       | 8,76 ЛРС   | 961        | 12.        | 961        | 12.         |
| Скок увис    | 1,81       | 1,77       | 941        | 9.         | 1.902      | 10.         |
| Бацање кугле | 15,23      | 13,15      | 737        | 6.         | 2.639      | 11.         |
| Скок удаљ    | 6,31       | 6,01 ЛРС   | 853        | 9.         | 3.492      | 9.          |
| 800 м        | 2:11,53    | 2:14,57    | 899        | 5.         | 4.391      | 8.          |
| Петобој      | 4.468      |            |            |            | 4.391      | 8 / 10 (12) |